# Kobylí
Kobylí – wieś na Morawach, w Czechach, w kraju południowomorawskim. Według danych z 31 grudnia 2011 liczba jego mieszkańców wyniosła 2120 osób.